# Faba luetzeni
Faba luetzeni är en kräftdjursart som först beskrevs av Ove Arbo Høeg och Bruce 1988.  Faba luetzeni ingår i släktet Faba och familjen Cryptoniscidae. Inga underarter finns listade i Catalogue of Life.